# Суперконтинент
Свръхконтинент се нарича съединени континенти, чиято площ е по-голяма от 50 млн. km². Някои от тях например са Пангея; смята се, че се е образувал преди около 1100 млн. години, и че се е разделил преди около 750 млн. години свръхконтинента Родиния; също така се смята, че преди около 600 млн. години свръхконтинента Панотия се е образувал и преди около 550 млн. години се разделил.
| Свръхконтинент          | Възраст             |
| ----------------------- | ------------------- |
| Ур (Ваалбара)           | ~3,6–2,8 млрд. г.   |
| Кенорланд               | ~2,7–2,1 млрд. г.   |
| Протопангея-Палеопангея | ~2,7–0,6 млрд. г.   |
| Колумбия (Нуна)         | ~1,8–1,5 млрд. г.   |
| Родиния                 | ~1,25–0,75 млрд. г. |
| Панотия                 | ~600 млн. г.        |
| Пангея                  | ~300 млн. г.        |